# Imphāl
Imphāl est une ville indienne, capitale de l'État du Manipur, situé au Nord-Est de l'Inde.

## Situation géographique
Imphāl se trouve à une cinquantaine de kilomètres à vol d'oiseau de la frontière du Myanmar. Imphāl est située au nord-est d'une plaine située entre les Naga Hills et les Mezo Hills, et son altitude moyenne est de 786 mètres. Sur cette plaine au sud s'étend le parc national de Keibul Lamjao, célèbre pour les cerfs d'Eld endémiques de la région et proches de l'extinction.

## Histoire
La ville a été dévastée par les Birmans d'Alaungpaya en 1758, en représailles pour des années de raids de Manipur contre la dynastie Taungû finissante.
La position stratégique de la ville en fait un point incontournable pour la circulation entre la Birmanie et l'Inde du nord-est: au printemps 1944, durant la Seconde Guerre mondiale, elle a été l'enjeu de la bataille d'Imphāl et de celle de Kohima entre les Alliés et les forces japonaises. Pour la première fois, les Japonais ont perdu l'initiative dans la région face aux Alliés, qui l'ont conservée jusqu'à la fin de la guerre.
Le 18 juin 1997, le district d'Imphāl a été divisé en Imphāl-Est et Imphāl-Ouest.

## Démographie
D'après le recensement de 2011, la population était de 268 243 habitants, ou 277 196 avec les environs. Le taux d'alphabétisation était de plus de 90 % (95 % pour les hommes et 87 % pour les femmes). Environ 70 % des habitants sont Hindus, 10 % chrétiens, 3,7 % musulmans, 0,54 % Bouddhistes, 0,45 % Jain et 0,18 % Sikh.
La métropole d'Imphāl compte 918 739 habitants, si l'on compte les villes et villages de Bijoy Govinda, Chingangbam Leikai, Khongman, Khurai Sajor Leikai, Kiyamgei, Kongkham Leikai (portion), Laipham Siphai, Lairikyengbam Leikai, Lamjaotongba, Lamshang, Langjing, Langthabal Kunja, Langthabal Mantrikhong (portion), Lilong (Imphāl-Ouest), Lilong (Thoubal), Naorem Leikai, Naoria Pakhanglakpa, Oinam Thingel, Porompat, Porompat Plan Area, Pangei, Sagolband (portion), Takyel Mapal, Thongju and Torban (Khetri Leikai).

## Sites notables
- Le Ima Keithel (en) ou Khwairamband Bazar est un marché tenu exclusivement par des femmes.
- Au cœur de la ville, le fort de Kangla (en), entouré d'un fossé, abrite un terrain de polo qui est peut-être le plus ancien du monde.